# Miriam Yeung

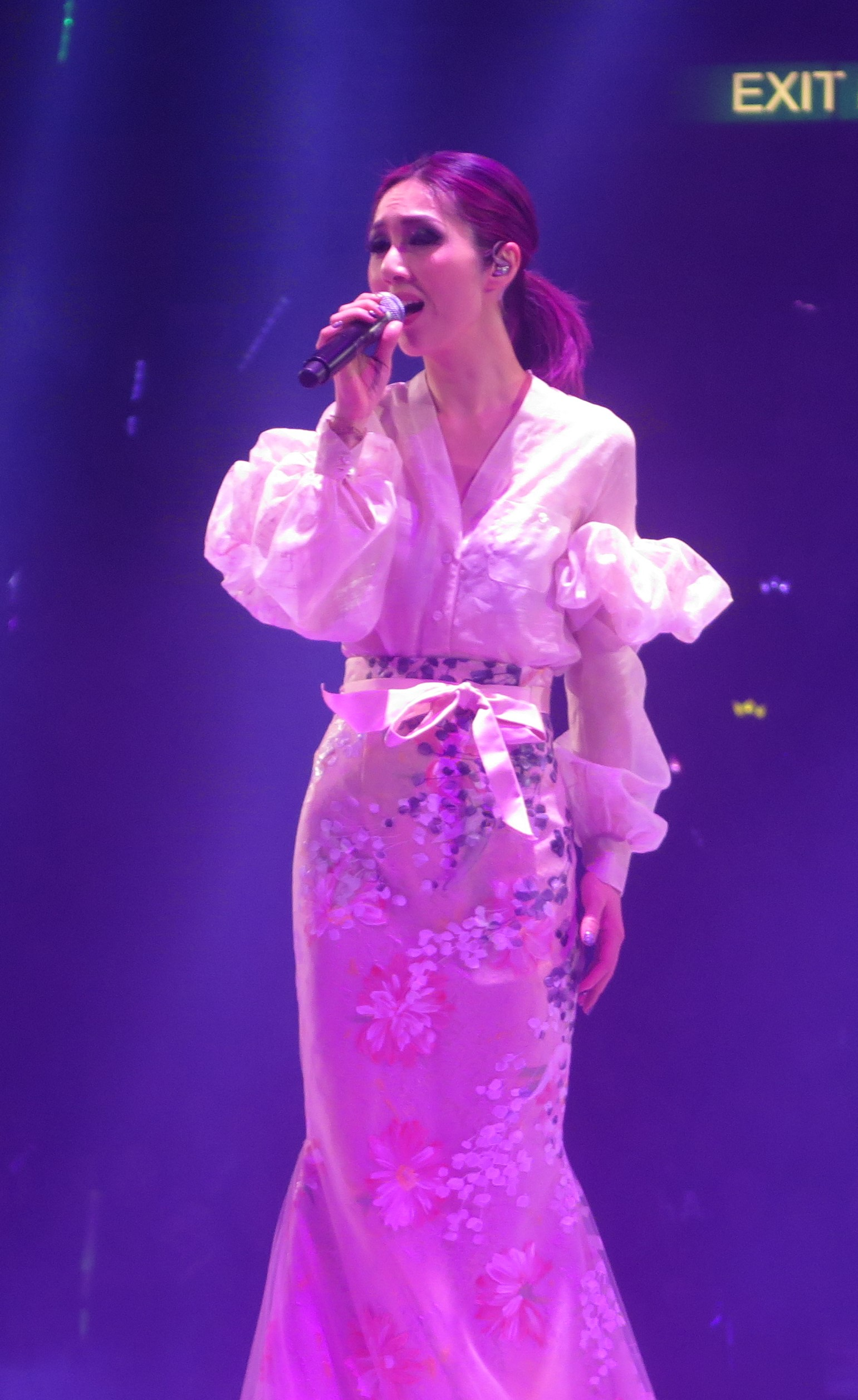
Miriam Yeung en 2007.

Miriam Yeung (en chino: 楊千嬅), RN, (nacida el 3 de febrero de 1974) es una famosa actriz y cantante cantopop hongkonesa. 

## Biografía
Antes de entrar al mundo del espectáculo y del entretenimiento, trabajaba como enfermera auxiliar en el Hospital Princess Margaret en Hong Kong. 
Estudió en el Colegio de la Sagrada Familia "Canosiana" en Kowloon. 

## Carrera
Ella ingresó a la industria del entretenimiento, después de ocupar el tercer lugar en un concurso de canto llamado "New Talent Singing Awards", difundida aquella vez por la red televisiva de TVB 14th. Desde entonces ella se hizo conocida ganando popularidad entre el público.
Obtuvo un prestigioso reconocimiento de la entrega de los premios "TVB Jade Solid Gold", como también el nominado premio como la "Mejor Cantante Femenina (HK)", 3 veces en los años (2002, 2008, 2009). 
En 2005, fue elegida como una de las Diez Artistas Jóvenes Sobresalientes de Hong Kong (Bajo los Premios TOYP).
En 2012, Miriam ganó también el premio como "Mejor Actriz" en los 32nd "Hong Kong Film Awards" por su participación en la película "Love in the Buff". 

## Filmografía

### Películas
| Año  | Título                           | Personaje | Premios                                                      |
| ---- | -------------------------------- | --------- | ------------------------------------------------------------ |
| 2014 | Don't Go Breaking My Heart 2     |           |                                                              |
| 2014 | Aberdeen                         |           |                                                              |
| 2014 | Hello Babies                     |           |                                                              |
| 2012 | Love in the Buff                 |           | Won - 32nd Hong Kong Film Awards for Best Actress            |
| 2011 | The Sorcerer and the White Snake |           |                                                              |
| 2011 | The Founding of a Party          |           |                                                              |
| 2011 | Summer Love Love                 |           |                                                              |
| 2010 | Perfect Wedding                  |           | Won - Hong Kong Film Critics Society Awards for Best Actress |
| 2010 | Love in a Puff                   |           | Nominated - Hong Kong Film Award for Best Actress            |
| 2010 | Here Comes Fortune               |           |                                                              |
| 2009 | ICAC Investigators 2009          |           |                                                              |
| 2008 | The Bronze Teeth IV              |           |                                                              |
| 2007 | Love At First Fight              |           |                                                              |
| 2007 | Hooked on You                    |           |                                                              |
| 2006 | The Heavenly Kings               | (cameo)   |                                                              |
| 2006 | 2 Become 1                       |           |                                                              |
| 2005 | Drink, Drank, Drunk              |           |                                                              |
| 2004 | My Sweetie                       |           |                                                              |
| 2004 | Three... Extremes                |           |                                                              |
| 2004 | Elixir of Love                   |           |                                                              |
| 2003 | Three of a Kind                  |           |                                                              |
| 2003 | Anna in Kung-Fu Land             |           |                                                              |
| 2003 | Sound of Colors                  |           |                                                              |
| 2003 | Dragon Loaded 2003               |           |                                                              |
| 2003 | Love Undercover 2: Love Mission  |           |                                                              |
| 2003 | My Lucky Star                    |           |                                                              |
| 2002 | Frugal Game                      |           |                                                              |
| 2002 | Love Undercover                  |           |                                                              |
| 2002 | Dry Wood, Fierce Fire            |           |                                                              |
| 2001 | A Taste Of Love                  |           |                                                              |
| 2001 | Feel 100% II                     |           |                                                              |
| 2001 | Dummy Mommy, Without a Baby      |           |                                                              |
| 1998 | The Group                        |           |                                                              |

### Apariciones en programas
| Año  | Programa   | Notas    |
| ---- | ---------- | -------- |
| 2017 | Happy Camp | invitada |

## Discografía

### Álbumes de estudio
| Año  | Información |
| ---- | --- |
| 1996 | The Wolf Is Coming (狼來了) - Release Date: 20 de noviembre de 1996 - Language: Cantonese - Label: Capital Artists        |
| 1997 | Feeling (直覺) - Release Date: 13 de junio de 1997 - Language: Cantonese - Label: Capital Artists                         |
| 1998 | Visit This Place (到此一遊) - Release Date: 6 de abril de 1998 - Language: Cantonese - Label: Capital Artists             |
| 1999 | Summer Story (夏天的故事) - Release Date: 30 de julio de 1999 - Language: Cantonese - Label: Capital Artists              |
| 1999 | Smiling (微笑) - Release Date: 13 de noviembre de 1999 - Language: Mandarin - Label: Capital Artists                      |
| 1999 | A Winter's Tale (冬天的故事) - Release Date: 1 de diciembre de 1999 - Language: Cantonese - Label: Capital Artists        |
| 2000 | Treasure Hunting (尋寶) - Release Date: January 2000 - Language: Mandarin - Label:                                        |
| 2001 | Miriam - Release Date: 22 de septiembre de 2001 - Language: Cantonese - Label: Cinepoly Records                           |
| 2002 | Miriam's Music Box - Release Date: 22 de noviembre de 2002 - Language: Cantonese - Label: Cinepoly Records                |
| 2003 | Yang Mei (揚眉) - Release Date: 18 de marzo de 2003 - Language: Mandarin - Label: Cinepoly Records                        |
| 2003 | Make Up - Release Date: 9 de julio de 2003 - Language: Mandarin - Label: Cinepoly Records                                 |
| 2004 | Electric Girl (電光幻影) - Release Date: 25 de junio de 2004 - Language: Cantonese - Label: Gold Label                    |
| 2005 | Single - Release Date: 22 de abril de 2005 - Language: Cantonese - Label: Gold Label                                      |
| 2006 | Unlimited - Release Date: 12 de diciembre de 2006 - Language: Cantonese - Label: Gold Label                               |
| 2007 | Meridian - Release Date: 14 de agosto de 2007 - Language: Cantonese - Label: Amusic                                       |
| 2008 | Wonder Miriam - Release Date: 26 de septiembre de 2008 - Language: Cantonese - Label: Amusic                              |
| 2009 | Actually, I'm Living Happily (原來過得很快樂) - Release Date: 16 de octubre de 2009 - Language: Cantonese - Label: Amusic |
| 2011 | Ready Or Not - Release Date: 8 de marzo de 2011 - Language: Mandarin - Label: Capital Artists                             |

### Compilaciones
| Año  | Información |
| ---- | --- |
| 1998 | Miriam Experiencing Collection (楊千嬅體驗入學) - Release Date: 22 de agosto de 1998 - Language: Cantonese - Label:   |
| 2001 | My Favourite Hits - Release Date: 27 de septiembre de 2001 - Language: Cantonese - Label:                             |
| 2003 | Miriam's Melodies (Miriam's Melodies 新曲+精選) - Release Date: 27 de noviembre de 2003 - Language: Mandarin - Label: |

## Álbumes en vivo
| Año  | Informacióm |
| ---- | --- |
| 2000 | Miriam Yeung 903 California Concert (楊千嬅加州紅紅人館903狂熱份子音樂會) - Release Date: 30 de marzo de 2000 - Language: Cantonese - Label:                                       |
| 2001 | Miriam Music Is Live (Music is Live Miriam 楊千嬅拉闊音樂會2001) - Release Date: 24 de diciembre de 2001 - Language: Cantonese - Label:                                            |
| 2002 | Million Purple Thousand Red M Yeung Live (萬紫千紅演唱會) - Release Date: 29 de noviembre de 2002 - Language: Cantonese - Label:                                                   |
| 2003 | Anthony Wong + Miriam Yeung 903 Music is Live (Music is Live 黃耀明X楊千嬅) - Release Date: 14 de enero de 2003 - Language: Cantonese - Label:                                     |
| 2004 | Miriam Yeung New Year Concert Volume 3 (楊千嬅演唱會開年大典 Vol.3) - Release Date: 6 de mayo de 2004 - Language: Cantonese - Label:                                               |
| 2005 | Miriam Yeung + Chet Lam Music is Live (楊千嬅 X 林一峰拉闊音樂會) - Release Date: 4 de octubre de 2005 - Language: Cantonese - Label:                                              |
| 2010 | Ladies & Gentlemen Miriam Yeung World Tour—Hong Kong Station (Ladies & Gentlemen楊千嬅世界巡迴演唱會香港站) - Release Date: 22 de diciembre de 2010 - Language: Cantonese - Label: |